# Jean-Baptiste Mallevialle
Jean-Baptiste Mallevialle, né le 4 avril 1836 à Coupiac (Aveyron) et mort le 13 février 1892 à Saint-Affrique (Aveyron), est un homme politique français.

## Biographie
Médecin, il est maire de Belmont-sur-Rance, conseiller général et député de l'Aveyron de 1881 à 1885, siégeant au centre gauche et soutenant les gouvernements opportunistes.

## Sources
- « Jean-Baptiste Mallevialle », dans Adolphe Robert et Gaston Cougny, Dictionnaire des parlementaires français, Edgar Bourloton, 1889-1891 [détail de l’édition]
- « Jean-Baptiste Mallevialle », dans le Dictionnaire des parlementaires français (1889-1940), sous la direction de Jean Jolly, PUF, 1960 [détail de l’édition]